# Алпийско дакеловидно куче
Алпийското дакеловидно куче (на немски: Alpenländische Dachsbracke, наричано още алпийски дахсбрак) е порода кучета от типа на гончетата с произход Австрия. Тя е създадена за да открива и следва следа от ранени елен, глиган, заек или лисица. Алпийското дакеловидно куче е силно специализирано в тази задача и може да следва дори и студена диря.

## Описание

### Външен вид
Това малко куче много прилича на дакела по общ вид, поради късите си крака (които всъщност за по-дълги от тези на дакела) и дългото си тяло. Козината е гъста, къса и гладка с изключение на врата и опашката.
Най-популярни са вариациите в изцяло червено или червено-черно, но валидни окраски са също и черно, рижаво или кафяво.
Представителите на тази порода тежат 15 – 18 кг и са високи 34 – 42 см.

### Темперамент
Използвано основно за лов на ранени елени, алпийското дакеловидно куче може да работи и на неравен терен или голяма надморска височина. Въпреки че е добър компаньон, то е използвано основно за ловни цели и се притежава основно от ловци.

## История
Алпийското дакеловидно куче, както и други породи от типа „браке“, произхожда от средата на ХІХ век. Неговият размер е намален чрез кръстосване на големи породи с дакели. Някога е било любимата порода кучета нма немската аристокрация. През 80-те години на ХІХ век точно такива кучета са придружавали принц Рудолф Хабсбург на ловните му експедиции до Египет и Турция.
Международната федерация по кинология класифицира алпийското дакеловидно куче в група 6 – „Гончета и сродни породи“, секция 2 – „Кръвоследници“, заедно с баварската планинска хрътка и хановерския кръвоследник. Единственият голям киноложки клуб в англоговорещите региони, признал породата е Британският киноложки клуб в своята група „Гончета“, но той използва стандарта на МФК. Алпийското дакеловидно куче също е признато от по-малки клубове, ловни клубове и интернет-базирани киноложки регистри.